# Achensee
Achensee er en sø i Tyrol, Østrig som ligger 30 km nordøst for Innsbruck. Der har været skibsoverfart siden 1887. Den højtbeliggende alpesø er 9 km lang og 1 km bred